# خافيير أرواخو
خافيير أرواخو (بالإسبانية: Javier Araújo)‏ (26 ديسمبر 1984 في كولومبيا - ) هو لاعب كرة قدم كولومبي في مركز الوسط. شارك مع منتخب كولومبيا لكرة القدم. أما مع النوادي، فقد لعب مع أتليتيكو هويلا وأونس كالداس وخوان أوريتش وديبورتيفو باستو ونادي ميلوناريوس ولا إكويداد ‏ وBoyacá Chicó F.C. ‏ ونادي يونياوتيونوما وكوكوتا ديبورتيفو ‏.

## وصلات خارجية
- خافيير أرواخو على موقع الاتحاد الدولي (مؤرشف)  (الإنجليزية)
- خافيير أرواخو على موقع قاعدة بيانات كرة القدم.إي يو (الإنجليزية)
- خافيير أرواخو على موقع ناشيونال فوتبول تيمز (الإنجليزية)
- خافيير أرواخو على موقع Soccerway.com (الإنجليزية)
- خافيير أرواخو على موقع عالم كرة القدم.نت (الإنجليزية)